# 千曲市さらしなの里歴史資料館
千曲市さらしなの里歴史資料館（ちくましさらしなのさとれきししりょうかん）は長野県千曲市にある市立博物館である。「千曲市博物館条例」に基づいて運用されている。

## 概要
1992年（平成4年）に中村勝己を初代館長として戸倉町立で開設された。円光房遺跡など巾田遺跡群で発掘された縄文時代以来の建物跡からの出土品や周辺地域の生活痕跡、歴史資料などを展示している。特に人面土器や柄鏡形敷石建物跡の展示と解説が特筆される。隣接して竪穴建物が復元されている。また姨捨山伝説の映像解説や縄文時代の生活ぶりを描いたアニメーションドラマが楽しめる。縄文時代の服装で変装したり、ジャンベ等の世界の民族楽器に触れたり、古代人の火起こしや縄文時代の人々が使った飾り玉・鏃を作るなどの様々な体験が楽しめる。「縄文体験館」の名でも親しまれている。
毎年10月には当館を支援するさらしなの里友の会や千曲市立更級小学校の児童達が参加するイベント「さらしなの里縄文まつり」が行われる。

## 所在地
〒389－0812長野県千曲市大字羽尾247-1

## 開館時間
9:00～17:00（入館は16:30まで）
休館日は、月曜日、祝日の翌日、年末年始（12月29日～1月3日）